# رون مودي
رون مودي (بالإنجليزية: Ron Moody)‏ (و. 1924 – 2015 م) هو ممثل، وممثل مسرحي، وممثل أفلام من المملكة المتحدة . ولد في لندن .
توفي في لندن .

## التعليم
تعلم في كلية لندن للاقتصاد

## الخدمة العسكرية
خدم في سلاح الجو الملكي.

## جوائز وترشيحات
حصل على جوائز منها:
- جائزة المسرح العالمي (1984).[6]

ترشح لـ:
- جائزة الأوسكار لأفضل ممثل، عن عمل:أوليفر (1968).

## روابط خارجية
- رون مودي على موقع IMDb (الإنجليزية)
- رون مودي على موقع ألو سيني (الفرنسية)
- رون مودي على موقع ميوزك برينز (الإنجليزية)
- رون مودي على موقع تيرنر كلاسيك موفيز (الإنجليزية)
- رون مودي على موقع أول موفي (الإنجليزية)
- رون مودي على موقع قاعدة بيانات برودواي على الإنترنت (الإنجليزية)
- رون مودي على موقع قاعدة بيانات الأفلام السويدية (السويدية)
- رون مودي على موقع إن إن دي بي (الإنجليزية)
- رون مودي على موقع ديسكوغز (الإنجليزية)
- رون مودي على موقع قاعدة بيانات الفيلم (الإنجليزية)